# Walter Schuster
Walter Schuster (Lermoos, 2 giugno 1929 – Lermoos, 13 gennaio 2018) è stato uno sciatore alpino austriaco.

## Palmarès

### Olimpiadi invernali
- Bronzo a Cortina d'Ampezzo 1956 nello slalom gigante.